# كسل

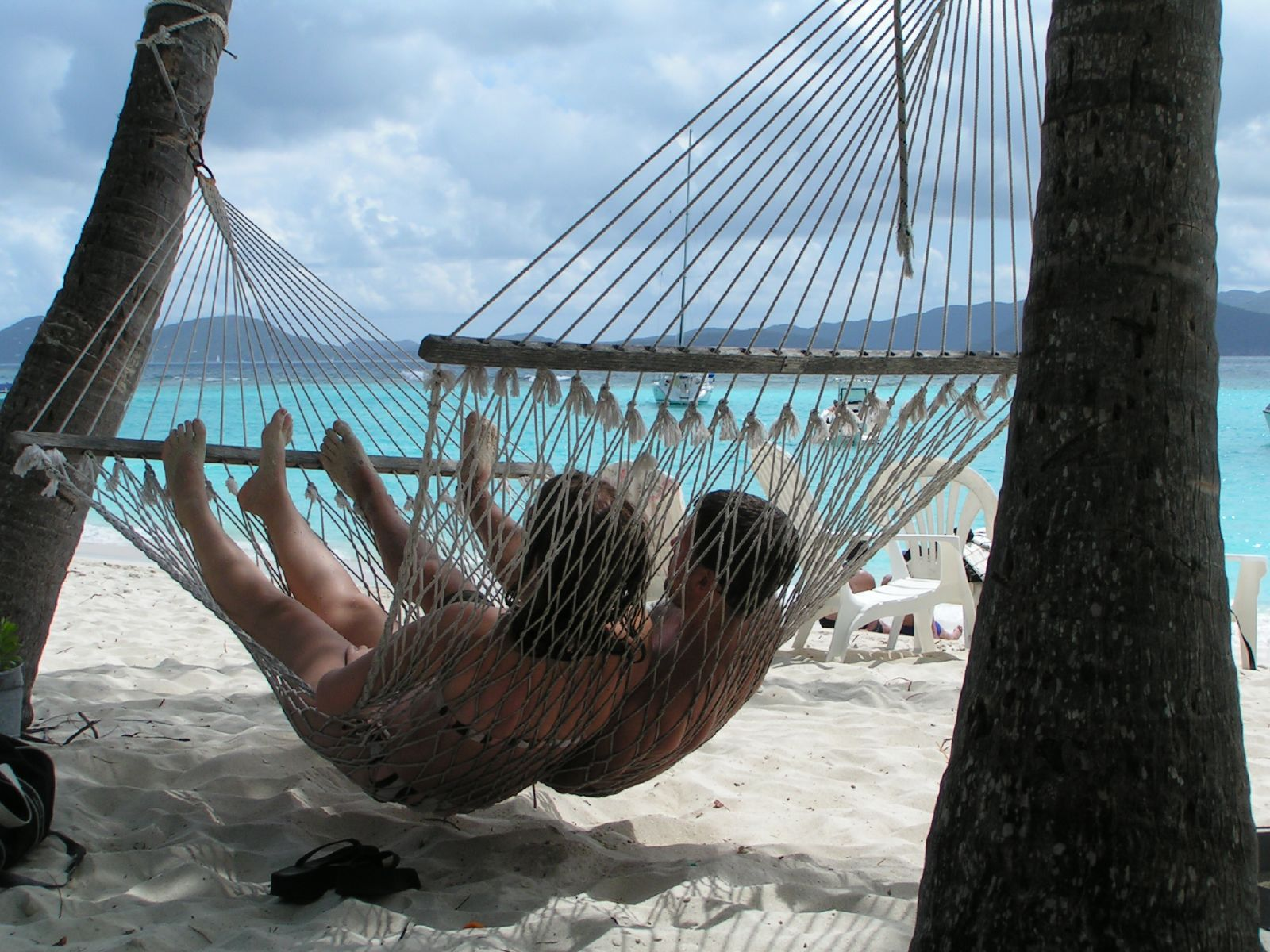

الكسل أو عدم الإبلاء هو النفور من المجهود أو بذل الشغل على الرغم من وجود القدرة البدنية عليه، ويُعد الكسل صفة ازدرائية، يوصف بها الشخص ذو النمط الكسول أو المحب للراحة.
على الرغم من مناقشة سيجموند فرويد لمبدأ المتعة، إلا أن ليونارد كارميكيل أشار إلى أن «الكسل ليس بالمصطلح المعتاد شرحه في أغلب محتويات كتب علم النفس، وهذه إحدى سيئات علم النفس الحديث، الذي انشغل بصورة أكبر في مسائل فرعية كالتجارب على الحيوانات مثل الفئران العطشى أو الخنازير الجائعة، أو حول الشعراء وكيف يكتبون شعرهم، أو العلماء وكيف يقضون أوقات الربيع في مختبراتهم تاركين الأوقات الممتعة ورائهم». مشيرا بذلك إلى أن موضوع الكسل لم يحظى بالأبحاث التي تُغطي جميع جوانبه على الرغم من انتشاره كسلوك بشري.
في تقرير أُجري عام 1931، عزى العديد من طلاب الثانوية فشلهم في أداء الاختبارات إلى الكسل، فيما أعرب الأساتذة عن أن السبب الأول هو نقص المقدرة لديهم، وأن السبب الثاني هو الكسل. (يرجى عدم الخلط بين الكسل وبين انعدام الإرادة والذي هو أحد أعراض بعض الاضطرابات مثل الإكتئاب وفرط الحركة واضطرابات النوم والفصام ).

## علم النفس
يُوصف الكسل في علم النفس أنه عادة بدلا من وصفه أنه اضطراب نفسي، كما يوجد العديد من العوامل التي تتسبب بصورة أساسية في الكسل مثل نقص الثقة بالنفس والتقدير الذاتي ونقص المعرفة والتدريب، وفقد الاهتمام بمختلف النشاطات أو عدم الاعتقاد بجدوى تلك النشاطات، الأمر الذي ينعكس في صورة مماطلة أو تذبذب.
كما أشارت دراسات مبنية على الدافعية (التحفيز أو الحث) أن الكسل ناتج عن نقص مستوى التحفيز كنتيجة للتنبيه الزائد أو تعدد التنبيهات أو التشتيت، والذي بدوره يزيد من إطلاق الدوبامين في الجهاز العصبي، وهي المادة المسؤولة عن الإحساس بالسرور، وكلما زاد إفراز الدوبامين زاد الإحساس بالرضا، وبهذه الزيادة تنشأ حالة من القبول والتي بدورها تؤدي إلى تقليل الحساسية.
تتسبب حالة تقليل الحساسية لاحقا في تبلد النظام العصبي، كما أنها تؤثر بالسلب على منطقة تعرف باسم الفص الجزيري، وهي المسؤولة عن إدراك المخاطر.
يرى الأخصائيون في مرض فرط الحركة ونقص الانتباه أن زيادة الحركة بأشكالها المتعددة ينتج عنها مشاكل سلوكية كنقص التركيز، والألم النفسي الناتج من الكمالية، بالتالي يتكون الكسل، والذي قد يُعبر عنه كسلوك سلبي لمسايرة الواقع ولتجنب مواقف معينة.

### مفاهيم متعلقة بالكسل
- الملل.
- انعدام الإرادة.
- التسويف.

## علم الاقتصاد
يستعرض علم الإقتصاد رؤية مختلفة للكسل، ويُعرب البعض عن أن الإنسان بطبيعته يسعى نحو الفراغ أو الراحة، ويرى آخرون أن البطالة متصلة بالكسل بشكل أو بآخر.'

## الكسل في الأديان

### الكسل فيالإسلام
يُعتبر الإسلامُ الكسلَ صفة سيئة، فلقد استعاذ منه نبي الإسلام محمد ﷺ في أكثر من موضع، منها:
روي عن أنس بن مالك في صحيح البخاري: 
| كسل | اللَّهُمَّ إِنِّي أَعُوذُ بِكَ مِنَ الْهَمِّ وَالْحَزَنِ، وَالْعَجْزِ وَالْكَسَلِ، وَالْبُخْلِ وَالْجُبْنِ ، وَضَلَعِ الدَّيْنِ، وَغَلَبَةِ الرِّجَالِ، حديث صحيح | كسل |

وقد نبه إلى طريقة طرد الكسل والخمول: 
روي عن أبي هريرة  أن رسول اللّه ﷺ قال: 
| كسل | ((يَعْقِد الشَّيطان على قافية رأس أحدكم -إذا هو نام- ثلاث عقد، يضرب كلَّ عقدة: عليك ليلٌ طويلٌ فارقد، فإن استيقظ فذكر الله انحلَّت عقدةٌ، فإن توضَّأ انحلَّت عقدةٌ، فإن صلَّى انحلَّت عقدةٌ، فأصبح نشيطًا طيِّب النَّفس، وإلَّا أصبح خبيث النَّفس كسلانَ)). | كسل |

قال النَّوويُّ: (وقوله ﷺ (وإلَّا أصبح خبيث النَّفس كسلانَ) معناه: لما عليه مِن عُقَد الشَّيطان وآثار تثبيطه واستيلائه مع أنَّه لم يزل ذلك عنه، وظاهر الحديث أنَّ مَن لم يجمع بين الأمور الثَّلاثة -وهي الذِّكر والوضوء والصَّلاة- فهو داخل فيمن يصبح خبيث النَّفس كسلان).
(اثاقلتم إلى الأرض) أي: تكاسلتم، ومِلْتُم إلى الأرض والدَّعة والسُّكون فيها.
(وَلاَ يَأْتُونَ الصَّلاَةَ إِلاَّ وَهُمْ كُسَالَى) أي:(متثاقلين لها متبرِّمين مِن فِعْلِها، والكَسَل لا يكون إلَّا مِن فَقْد الرَّغبة مِن قلوبهم، فلولا أنَّ قلوبهم فارغة مِن الرَّغبة إلى الله وإلى ما عنده، عادمة للإيمان، لم يصدر منهم الكَسَل).
كما أن عكس الكسل هو جهاد النفس وهو ما يسمى في الإسلام بالجهاد الأكبر من خلال مخالفة رغبات النفس.
- وينقسم الكَسَل إلى عدَّة أقسام، أهمها:[11]

1. كسلٌ وفُتُورٌ عام في جميع الطَّاعات، مع كُرْهٍ لها وعدم رغبة فيها، وهذه حال المنافقين؛ فإنَّهم مِن أشدِّ النَّاس كسلًا وفتورًا ونفورًا.
قال الله -جل وعلا- فيهم: ﴿إِنَّ الْمُنَافِقِينَ يُخَادِعُونَ اللَّهَ وَهُوَ خَادِعُهُمْ وَإِذَا قَامُوا إِلَى الصَّلَاةِ قَامُوا كُسَالَى يُرَاءُونَ النَّاسَ وَلَا يَذْكُرُونَ اللَّهَ إِلَّا قَلِيلًا ۝١٤٢﴾ [النساء:142]، وقال: ﴿وَمَا مَنَعَهُمْ أَنْ تُقْبَلَ مِنْهُمْ نَفَقَاتُهُمْ إِلَّا أَنَّهُمْ كَفَرُوا بِاللَّهِ وَبِرَسُولِهِ وَلَا يَأْتُونَ الصَّلَاةَ إِلَّا وَهُمْ كُسَالَى وَلَا يُنْفِقُونَ إِلَّا وَهُمْ كَارِهُونَ ۝٥٤﴾ [التوبة:54].
وقال ﷺ: «أثقل الصَّلاة على المنافقين: صلاة العشاء وصلاة الفجر، ولو يعلمون ما فيهما؛ لأتوهما ولو حبوًا».[12]
ولفظ (أثقل) على صيغة (أفعل) يدلُّ على أنَّ غيرهما ثقيل، وليس الثُّقل مقتصرًا عليهما.
2. كسلٌ وفُـتُور في بعض الطَّاعات، يصاحبه عدم رغبة فيها دون كُرْهٍ لها، أو ضعف في الرَّغبة مع وجودها، وهذه حال كثير مِن فُسَّاق المسلمين وأصحاب الشَّهوات.
وهذان القسمان سببهما مرض في القلب، ويقوى هذا المرض ويضعف بحسب حال صاحبه، فمرض المنافقين أشدُّ مِن مرض الفُسَّاق وأصحاب الشَّهوات، فهم يتمتَّعون بصحَّة في أجسامهم وأبدانهم، قال -سبحانه-: ﴿وَإِذَا رَأَيْتَهُمْ تُعْجِبُكَ أَجْسَامُهُمْ﴾ [المنافقون:4]، ولكن قلوبهم مريضة. قال -سبحانه-: ﴿فِي قُلُوبِهِمْ مَرَضٌ فَزَادَهُمُ اللَّهُ مَرَضًا﴾ [البقرة:10].
3. كسلٌ وفُـتُورٌ عامٌّ سببه بدنيٌّ لا قلبيٌّ؛ فتجد عنده الرَّغبة في العبادة، والمحبَّة للقيام بها، وقد يحزن إذا فاتته، ولكنَّه مستمرٌّ في كسله وفُتُوره، فقد تمرُّ عليه اللَّيالي وهو يريد قيام اللَّيل، ولكنَّه لا يفعل- مع استيقاظه وانتباهه- وهذه حال كثيرٍ مِن المسلمين الذين يصابون بهذا الدَّاء، ومنهم أناس صالحون، وآخرون مِن أصحاب الشَّهوة والفِسْق. قال تعالى: ﴿يَا أَيُّهَا الَّذِينَ آمَنُوا مَا لَكُمْ إِذَا قِيلَ لَكُمُ انْفِرُوا فِي سَبِيلِ اللَّهِ اثَّاقَلْتُمْ إِلَى الْأَرْضِ﴾ [التوبة:38] وقد يؤدِّي هذا النَّوع إلى أن يشترك بعض المصابين به مع النَّوع الثَّاني، وهو الثُّقل القلبي في بعض العبادات.
4. كسلٌ وفُـتُورٌ عارضٌ يشعر به الإنسان بين حين وآخر، ولكنَّه لا يستمر معه، ولا تطول مدَّته، ولا يوقع في معصية، ولا يخرج عن طاعة. وهذا لا يسلم منه أحد، إلَّا أنَّ النَّاس يتفاوتون فيه -أيضًا-، وسببه -غالبًا- أمرٌ عارض، كتعب أو انشغال أو مرض ونحوها.
وهذا النَّوع هو الذي يذكره الصَّحابة، ومنه ما رواه مسلم في صحيحه عن حنظلة الأسيدي، وكان مِن كُتَّاب رسول الله ﷺ قال: - لقيني أبو بكر فقال: «كيف أنت يا حنظلة؟ قال: قلت: نافق حنظلة، قال: سبحان الله! ما تقول؟ قال: قلت: نكون عند رسول الله ﷺ يذكِّرنا بالنَّار والجنَّة، حتى كأنَّا رأي عين، فإذا خرجنا مِن عند رسول الله ﷺ عافسنا الأزواج والأولاد والضَّيعات، فنسينا كثيرًا.
قال أبو بكر: فو الله إنَّا لنلقى مثل هذا. فانطلقت أنا وأبو بكر حتى دخلنا على رسول الله ﷺ، ثمَّ قال له مثلما قال لأبي بكر، فقال رسول الله ﷺ: والذي نفسي بيده! إن لو تدومون على ما تكونون عندي وفي الذِّكر؛ لصافحتكم الملائكة على فرشكم وفي طرقكم، ولكن يا حنظلة: ساعة وساعة. ثلاث مرات».[13]
وروى أحمد عن عائشة -رضي الله عنها- قالت: لعبد الله بن قيس: - «لا تدع قيام اللَّيل، فإنَّ رسول الله ﷺ كان لا يدعه، وكان إذا مرض أو كسل صلى قاعدًا».

- أسباب ودواعي الكسل:

- شِبَع البطن، فقد قال ابن قدامة: (كثرة الأكل تورث الكَسَل والفُتُور).
- التَّسويف، قال الشَّاعر: 
- السَّهر الطويل باللَّيل يوجب الكَسَل بالنَّهار.
- مرافقة الكسالى والبطالين والصحبة السيئة، التي تميل للتواني والكسل والتفريط:
قال أبو بكر الخوارزمي:
- حبُّ الرَّاحة والدَّعة، وإيثار البطالة. - التواكل.
قال الشاعر: الجِدُّ بالجِدِّ والحِرْمَان في الكَسَلِفانصبْ تُصِبْ عن قريبٍ غايةَ الأملِ
- فتح الفم عند التَّثاؤب وعدم دفعه: عن أبي سعيد  مرفوعًا: «إذا تثاءب أحدكم فليمسك بيده على فيهِ»؛ لأنَّه سبب الكَسَل عن الطَّاعة والحضور فيها، ولذا صار منسوبًا إلى الشَّيطان، كما قال ﷺ: «التَّثاؤب مِن الشَّيطان».
- النفاق، كما قال تعالى: ﴿إِنَّ الْمُنَافِقِينَ يُخَادِعُونَ اللَّهَ وَهُوَ خَادِعُهُمْ وَإِذَا قَامُوا إِلَى الصَّلَاةِ قَامُوا كُسَالَى﴾ [النساء:142]

### فيالبوذية
يُعد كلا الكسل والمماطلة صفات مذمومة في البوذية.

### فيالمسيحية
يُعد الكسل واحدة من الأخطاء السبعة المميتة عند الكاثوليك، كما اٌعتبر الكسل سببا مباشرا للفقر.